# The Powder Toy
《The Powder Toy》是一款“落沙物理沙盘”电脑游戏，它可以模拟空气的压强、流速以及热量，游戏是以GNU通用公共许可协议授权的自由软件。在游戏中，玩家可以向操作区中加入各种物质，并观察它们的物理及化学变化，如玩家可以看到一些物质会下落的比另一些物质快，或可以同时加入黑火药和火焰并观察其反应。edgalaxy.com称游戏“是一款寓教于乐的强大科学软件”。

## 外部連結
The Powder Toy（页面存档备份，存于） （英文）